# إسحاق فون سنكلير
إسحاق فون سنكلير (بالألمانية: Isaac von Sinclair) هو مؤلف وكاتب ألماني، ولد في 3 أكتوبر 1775 في باد هومبورغ (فور در هوهه) في ألمانيا، وتوفي في 29 أبريل 1815 في فيينا في النمسا.